# Enidae
Le Enidi (Enidae B.B.Woodward, 1903)  sono una famiglia di  molluschi gasteropodi polmonati dell'ordine Stylommatophora.

## Descrizione
Sono caratterizzati dalla presenza di una conchiglia piuttosto piccola e destrorsa.
In questa famiglia, il numero di cromosomi aploidi è attestato tra i 21 ed i 25.

## Tassonomia
La famiglia comprende 66 generi in due sottofamiglie:
- Sottofamiglia Buliminusinae Kobelt, 1880
  - Buliminus H. Beck, 1837
  - Iranopsis Bank & Neubert, 1998
  - Paramastus P. Hesse, 1933
  - Pene Pallary, 1929
- Sottofamiglia Eninae B.B. Woodward, 1903
  - Tribù Chondrulini Wenz, 1923
    - Ayna Páll-Gergely, 2009
    - Brephulopsis Lindholm, 1925
    - Caucasicola P. Hesse, 1917
    - Chondrula H. Beck, 1837
    - Chondrus Cuvier, 1816
    - Eubrephulus A. J. Wagner, 1928
    - Georginapaeus Schileyko, 1998
    - Leucomastus A. J. Wagner, 1928
    - Mastus H. Beck, 1837
    - Meijeriella Bank, 1985
    - Peristoma Krynicki, 1833
    - Rhabdoena Kobelt & Möllendorff, 1902
    - Thoanteus Lindholm, 1925
    - Zebrina Held, 1838

  - Tribù Enini B.B. Woodward, 1903
    - Amphiscopus Westerlund, 1887
    - Anatolya Páll-Gergely & Bank, 2016
    - Andronakia Lindholm, 1913
    - Apoecus Möllendorff, 1902
    - Boninena Habe, 1956
    - Cirna Pallary, 1928
    - Clausilioides Lindholm, 1925
    - Clausiliopsis Möllendorff, 1901
    - Coniconapaeus Abbes, Nouira & Neubert, 2009
    - Differena Schileyko, 1984
    - Dolichena Pilsbry, 1934
    - Ena W. Turton, 1831
    - Geminula Lindholm, 1925
    - Holcauchen Möllendorff, 1901
    - Imparietinia Lindholm, 1925
    - Imparietula Lindholm, 1925
    - Jaminia Risso, 1826
    - Kabylia Pallary, 1928
    - Laevozebrinus Lindholm, 1925
    - Ljudmilena Schileyko, 1984
    - Lophauchen Möllendorff, 1901
    - Mastoides Westerlund, 1896
    - Mauronapaeus Kobelt, 1899
    - Megalena Hausdorf, 1999
    - Mirus Albers, 1850
    - Napaeopsis Sturany & A. J. Wagner, 1914
    - Napaeus Albers, 1850
    - Nepaliena Schileyko & Frank, 1994
    - Omphaloconus Westerlund, 1887
    - Ottorosenia Muratov, 1992
    - Petraeomastus Möllendorff, 1901
    - Pseudochondrula P. Hesse, 1933
    - Pseudojaminia Páll-Gergely & Bank, 2016
    - Pseudonapaeus Westerlund, 1887
    - Pupinidius Möllendorff, 1901
    - Pupopsis Gredler, 1898
    - Retowskia O. Boettger, 1881
    - Serina Gredler, 1898
    - Spaniodonta Kobelt & Möllendorff, 1902
    - Triangustoma Schileyko, 1984
    - Turanena Lindholm, 1922
    - Yakuena Habe, 1956

  - Tribù Multidentulini Schileyko, 1978
    - Chondrulopsina Lindholm, 1925
    - Euchondrus O. Boettger, 1883
    - Merdigera Held, 1838
    - Multidentula Lindholm, 1925
    - Pentadentula Suvorov, 2006
    - Siraphoroides Schileyko, 1977